# Miroslav Čovilo
Miroslav Čovilo (Nevesinje, 6 maggio 1986) è un ex calciatore bosniaco con cittadinanza serba, di ruolo centrocampista.

## Carriera
Mediano, può giocare anche come interno di centrocampo. Nel luglio 2011 lo Spartak Subotica lo cede in prestito all'Hajduk Kula che nel marzo seguente ne riscatta il cartellino definitivamente.